# كيني (إلينوي)
كيني (بالإنجليزية: Kenney)‏ هي منطقة سكنية تقع في الولايات المتحدة في إلينوي. يقدر عدد سكانها بـ 326 نسمة .

## الموقع الجغرافي
الموقع الجغرافي للمناطق المحيطة بهذه النقطة هو كالتالي:

## أعلام
- إيفان هوارد
- دل هوارد